# Łączna (gromada)
Łączna – dawna gromada, czyli najmniejsza jednostka podziału terytorialnego Polskiej Rzeczypospolitej Ludowej w latach 1954–1972.
Gromady, z gromadzkimi radami narodowymi (GRN) jako organami władzy najniższego stopnia na wsi, funkcjonowały od reformy reorganizującej administrację wiejską przeprowadzonej jesienią 1954 do momentu ich zniesienia z dniem 1 stycznia 1973, tym samym wypierając organizację gminną w latach 1954–1972.
Gromadę Łączna z siedzibą GRN w Łącznej utworzono – jako jedną z 8759 gromad na obszarze Polski – w powiecie kieleckim w woj. kieleckim, na mocy uchwały nr 13c/54 WRN w Kielcach z dnia 29 września 1954. W skład jednostki weszły obszary dotychczasowych gromad Łączna Zaszosie, Czerowna Górka, Podłazie, Zaskale i Zagórze ze zniesionej gminy Suchedniów w tymże powiecie. Dla gromady ustalono 27 członków gromadzkiej rady narodowej.
31 grudnia 1959 do gromady Łączna przyłączono obszar zniesionej gromady Gózd Zaszosie w tymże powiecie.
31 grudnia 1961 do gromady Łączna przyłączono wieś Klonów ze zniesionej gromady Brzezinki.
Gromada przetrwała do końca 1972 roku, czyli do kolejnej reformy gminnej. Na okres 22 lat Łączna utraciła funkcje administracyjne, do których jednak powróciła z dniem 30 grudnia 1994 kiedy to utworzono gminę Łączna.